# Judith Jones
Judith Jones (de soltera Bailey; 10 de marzo de 1924–2 de agosto de 2017) fue una escritora y editora estadounidense, conocida por haber rescatado el Diario de Ana Frank de la pila de rechazados. Jones también fue la editora de El arte de la cocina francesa de Julia Child, Simone Beck y Louisette Bertholle. Se jubiló como editora sénior y vicepresidenta de Alfred A. Knopf en 2011. También fue autora de libros de cocina. Recibió varios premios a su trayectoria, incluyendo el Premio James Beard en 2006.

## Editora
Jones se unió a Knopf en 1957, como asistente de Blanche Knopf y editora, que trabajó principalmente en traducciones de escritores franceses como Albert Camus y Jean-Paul Sartre. Antes de eso, trabajó para Doubleday primero en Ciudad de Nueva York y luego en París, donde leyó y recomendó Diario de Ana Frank, sacándolo de la pila de rechazados. Jones se encontró con el libro de Ana Frank en un montón de material que había sido rechazado por otros editores; pero le llamó la atención la fotografía de la niña en la portada de una copia anticipada de la edición francesa. «Lo leí todo el día», señaló. «Cuando mi jefe regresó, le dije: 'Tenemos que publicar este libro'. Él dijo, '¿Qué? ¿Ese libro escrito por una niña?» Ella trajo el diario a la atención de la oficina de Doubleday en Nueva York. «Le di mucha importancia al libro, porque estaba tan enganchada a él, y sentí que tendría un mercado real en Estados Unidos. Es uno de esas obras seminales que nunca se olvidarán», dijo Jones.
La relación de Jones con Julia Child empezó de modo parecido cuando Jones se interesó por el manuscrito rechazado de El arte de la cocina francesa. Después de sus años en París, Jones se había trasladado a Nueva York, donde se hallaba frustrada con los ingredientes y las recetas disponibles en EE. UU. Jones dijo: «Este es el libro había estando buscando», y lo publicó.
Después del éxito del recetario de Julia Child, Jones continuó en su expansión de recursos para las cocinas domésticas. «Estaba entusiasmada por el libro de Julia y por lo que había hecho para hacer de la gente mejores cocineros, y las herramientas que te necesitabas para que se lograra tanto en una ciudad americana o ciudad pequeña, y pensé, si pudimos hacer esto con la comida francesa, por Dios, empecemos a hacerlo con otras cocinas exóticas!» Jones recordó: «Utilicé la palabra 'exótica' y aquello significó el Oriente Medio con Claudia Roden, y significó cocina india con Madhur Jaffrey.»
Después de trabajar con Edna Lewis en The Taste of Country Cooking, Jones se centró más en la cocina regional americana.
Entre los autores culinarios que Jones llevó a imprenta se incluyen Julia Child, Lidia Bastianich, James Beard, Marion Cunningham, Rosie Daley, Edward Giobbi, Marcella Hazan, Madhur Jaffrey, Irene Kuo, Edna Lewis, Joan Nathan, Scott Peacock, Jacques Pépin, Claudia Roden, and Nina Simonds. La compilación 18-book Knopf Cooks American series, muy popular en EE. UU. fue una creación de Jones.
Jones también ejerció de editora de largo contrato con John Updike, Anne Tyler, John Hersey, Elizabeth Bowen, Peter Taylor, y William Maxwell. Otros autores que editó fueron Langston Hughes, Albert Camus, y Jean-Paul Sartre.

## Autora
Jones escribió tres libros con su marido Evan, y tres más en solitario tras su muerte: The Pleasures of Cooking for One, sobre cocinar para una sola persona; The Tenth Muse: My Life in Food, sus memorias desde el punto vista culinario; y Love Me, Feed Me, un recetario para ser compartido con tu perro.
Jones colaboró con Vogue, Saveur, Bon Appétit, Departures, y Gourmet magazine.
Fue interpretada por la actriz estadounidense Erin Dilly en la película de 2009, Julie & Julia.

## Vida y muerte
Jones vivió en París después de la universidad, donde conoció a su esposo y colaborador, Evan Jones (fallecido en 1996). La pareja crio cuatro hijos, incluyendo dos del matrimonio anterior de Evans.
Jones murió a los 93 años, el 2 de agosto de 2017, en Walden, Vermont.

## Obras
- Knead It, Punch It, Bake It!: Make Your Own Bread, with Evan Jones, illustrated by Lauren Jarrett (for children, Thomas Y. Crowell Co., October 1981)
- The Book of Bread, with Evan Jones (Harper & Row, 1982)
- The L.L. Bean Game and Fish Cookbook, with Angus Cameron, illustrated by Bill Elliott (Random House, 1983)[13]
- The L.L. Bean Book of New New England Cookery, with Evan Jones (Random House, October 12, 1987) (reprinted as The Book of New New England Cookery, illustrated by Lauren Jarrett, in paperback by UPNE, 2001) ISBN 1584651318
- The Tenth Muse: My Life in Food (Knopf, 2007)
- The Pleasures of Cooking for One (Knopf, 2009)
- Love Me, Feed Me: Sharing with Your Dog the Everyday Good Food You Cook and Enjoy (Knopf, 2014)

## Premios
- 1985 Premio James Beard Who's Who of Food & Beverage[14]
- 2006 Premio James Beard Foundation a toda una vida[14]

Otros libros y recetarios escritos o editados por Judith Jones que recibieron Premios James Beard:
- 1983 The Book of Bread by Judith Jones and Evan Jones. Award: Single Subject.
- 1993 Peppers a Story of Hot Pursuits by Amal Naj and edited by Judith Jones. Award: Writing on Food
- 1995 Jewish Cooking in America by Joan Nathan and edited by Judith Jones. Award: Food of the Americas
- 2000 Julia and Jacques Cooking at Home by Julia Child, Jacques Pepin and edited by Judith Jones. Award: General
- 2000 A Spoonful of Ginger by Nina Simonds and edited by Judith Jones. Award: Healthy Focus
- 2002 Jacques Pepin Celebrates by Jacques Pepin and edited by Judith Jones. Award: Entertaining & Special Occasions
- 2006 The New American Cooking by Joan Nathan and edited by Judith Jones. Award: Food of the Americas
- 2006 Spices of Life: Simple and Delicious Recipes for Great Health by Nina Simonds and edited by Judith Jones. Award: Healthy Focus